# 링크 밥카
리처드 앨드리치 "링크" 밥카(Richard Aldrich "Rink" Babka, 1936년 9월 23일 ~ )는 은퇴한 미국의 원반던지기 선수이다. 전 세계 기록 보유자로 또한 1960년 로마 올림픽에서 원반던지기 은메달을 획득하기도 하였다.
와이오밍주 샤이엔에서 태어나 그는 팔로알토 고등학교에서 육상에 추가로 미식축구, 농구와 야구를 하였다. 그는 이어서 멘로 칼리지와 서던캘리포니아 대학교에서 수학하였다. 무릎 부상이 결국 그를 대학의 농고와 미식축구 팀에서 어쩔 수 없이 나오도록 하였으나 원반던지기 선수로서 그는 지속적으로 세계 랭킹의 정상으로 올라갔다.
밥카는 1969년 자신이 다양한 비지니스 종사들에 전렴하러 은퇴할 때까지 지속적으로 원반던지기에 나갔다.
밥카는 또한 원반던지기 선수이자 자신의 올림픽 동료 앨 오터에 의하여 창립된 올림픽 선수들의 미술과 함께 전시에 작업들과 함께 화가이기도 하다.